# نگهبان (سرده)
نگهبان (سرده) (نام علمی: Vigilius) نام یک سرده از تیره کوتاه‌پایان است.